# 赵岩社
赵岩社（1962年1月26日—），佤族名艾色·赛梭，云南沧源人，民族语言学者。

## 生平
出生在阿佤山区的一个佤族寨子。1978至1981年，考进临沧中等师范学校学习。1983年，考入云南民族学院。毕业后留校任教，主要从事民族语言的教学和研究。1987年，他被学院派到北大中文系深造，之后返回云南，教授“语言学概论”、“现代佤语”、“语言学调查与研究”、“佤语语法”和“翻译理论与实践”。1995年夏，赵岩社获得了文学硕士学位。后担任云南民族大学民族文化学院副院长。2001年8月，晋升为教授；2006年1月至2007年5月，任云南省民族研究所副所长；为政协云南省第八、九届委员会委员、常委，中国民族语言学会会员，佤族研究会副会长。